# Sebastián Coates
Sebastián Coates Nion (n. 7 octombrie 1990, Montevideo) este un fotbalist uruguayan care joacă pe postul de fundaș pentru Nacional și este un component al echipe naționale a Uruguayului.

## Cariera la echipele de club

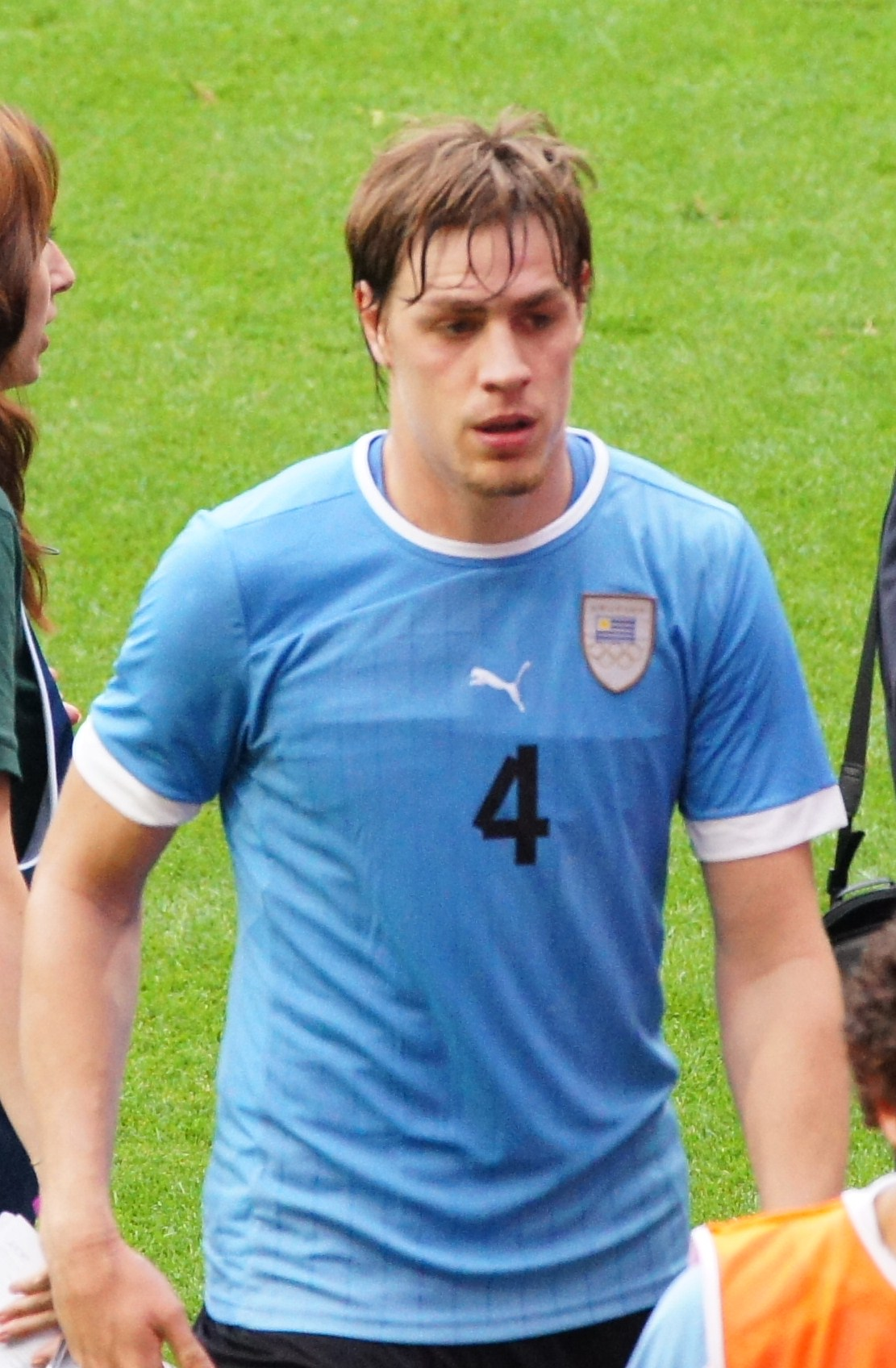
Sebastián Coates, 2012

### Nacional
Sebastian Coates a ajuns la Nacional la vârsta de 11 ani, și prin muncă, a reușit sa fie căpitan la toate nivelurile de vârstă. În 2008, la 18 ani, a semnat un contract și a început să joace pentru prima echipă. A debutat împotriva celor de la Bella Vista, și a fost numit jucătorul partidei de către ziarul El Pays (Uruguay). De atunci, a început fiecare meci titular pentru Nacional, și a rezistat fără să fie eliminat.

### Liverpool
În 2011, Coates a devenit un subiect de interes enorm al echipe din Premier League, Liverpool. Acestuia i-a fost permis să facă vizita medicală la Melwood, și a primit propunerea de a pleca pe 26 August, iar în ziua următoare a urmărit din tribune meciul celor de la Liverpool împotriva echipei Bolton Wanderers. Pe 30 August, după ce a primit permisul de muncă, Liverpool a anunțat ca a semnat un contract pe termen lung cu Sebastian Coates pe o sumă nedezvăluită. Liverpool a anunțat oficial că Sebastian Coates va purta tricoul cu numărul 16, ultima dată purtat de Sotirios Kyrgiakos, plecat între timp la Wolfsburg.
Pe 18 Septembrie, a debutat contra celor de la Tottenham Hotspur, într-o înfrângere scor 0-4, înlocuindu-l pe accidentatul Daniel Agger, în minutul 27. Coates a început pentru prima dată titular, în Cupa Ligii, împotriva celor de la Brighton & Hove Albion. Liverpool a câștigat meciul cu 2-1, iar Coates a fost folosit titular și următorul meci din competiție, o victorie scor 2-1 cu Stoke City. Liverpool a trecut de toate adversarele din cupă, iar Coates a câștigat primul său trofeu pentru Liverpool. Primul său gol în tricoul celor de la Liverpool (22 Noiembrie) a fost în echipa rezervelor, după ce a jucat doar 2 minute împotriva lui Sunderland, scor final 5-1. Prima sa reușită pentru echipa „mare”, a venit pe 21 martie 2012, împotriva celor de la QPR, după o „foarfecă” superbă din marginea careului. Pe 20 septembrie 2012, a înscris și în Europa League contra celor de la BSC Young Boys, acesta fiind al 2-lea său gol în 14 meciuri pentru cormorani.

## Cariera internațională
După ce a jucat pentru echipa de sub-20 de ani a Uruguayului, a fost convocat la echipa națională pentru un baraj împotriva selecționatei din Costa Rica, dar Coates a fost doar o rezervă nefolosită în acel meci.
A debutat la echipa națională într-un meci cu Chile, la Copa America în 2011. În acel turneu, Coates a câștigat premiul de „Cel mai bun tânăr jucător” al turneului. Pe 10 iunie 2012, a înscris primul său gol pentru națională cu o lovitură de cap împotriva celor de la Peru (4-2), într-un meci contând pentru Calificările la Campionatul Mondial din 2014.
A fost selecționat de către Oscar Tabarez în echipa Olimpică a Uruguayului, unde a jucat la Jocurile Olimpice de vară din 2012, în Londra, Marea Britanie. Totuși, Uruguayul nu a reușit să ajungă în faza a 2-a a competiției.

## Statistici de club
La 2 January 2016.
|               |                       |                  | Campionat | Campionat | Cupă    | Cupă   | Cupa Ligii | Cupa Ligii | Continental    | Continental    | Total   | Total  |
| Sezon         | Club                  | League           | Meciuri   | Goluri    | Meciuri | Goluri | Meciuri    | Goluri     | Meciuri        | Goluri         | Meciuri | Goluri |
| Uruguay       | Uruguay               | Uruguay          | Ligă      | Ligă      | –       | –      | –          | –          | America de Sud | America de Sud | Total   | Total  |
| ------------- | --------------------- | ---------------- | --------- | --------- | ------- | ------ | ---------- | ---------- | -------------- | -------------- | ------- | ------ |
| 2008-09       | Nacional              | Primera División | 11        | 3         | –       | –      | –          | –          | 5              | 1              | 16      | 4      |
| 2009-10       | Nacional              | Primera División | 36        | 2         | –       | –      | –          | –          | 8              | 1              | 44      | 3      |
| 2010-11       | Nacional              | Primera División | 27        | 1         | –       | –      | –          | –          | 5              | 0              | 32      | 1      |
| Anglia        | Anglia                | Anglia           | Ligă      | Ligă      | FA Cup  | FA Cup | League Cup | League Cup | Europe         | Europe         | Total   | Total  |
| 2011–12       | Liverpool             | Premier League   | 7         | 1         | 2       | 0      | 3          | 0          | 0              | 0              | 12      | 1      |
| 2012–13       | Liverpool             | Premier League   | 5         | 0         | 2       | 0      | 2          | 0          | 3              | 1              | 12      | 1      |
| 2013–14       | Liverpool             | Premier League   | 0         | 0         | 0       | 0      | 0          | 0          | 0              | 0              | 0       | 0      |
| Uruguay       | Uruguay               | Uruguay          | Ligă      | Ligă      | –       | –      | –          | –          | America de Sud | America de Sud | Total   | Total  |
| 2013-14       | Nacional (împrumut)   | Primera División | 5         | 0         | –       | –      | –          | –          | 1              | 0              | 6       | 0      |
| Anglia        | Anglia                | Anglia           | Ligă      | Ligă      | FA Cup  | FA Cup | League Cup | League Cup | Europa         | Europa         | Total   | Total  |
| 2014–15       | Sunderland (împrumut) | Premier League   | 10        | 0         | 2       | 0      | 1          | 0          | 0              | 0              | 13      | 0      |
| 2015–16       | Sunderland            | Premier League   | 16        | 0         | 0       | 0      | 2          | 0          | 0              | 0              | 18      | 0      |
| Total carieră | Total carieră         | Total carieră    | 117       | 7         | 6       | 0      | 8          | 0          | 22             | 3              | 154     | 10     |

## Palmares

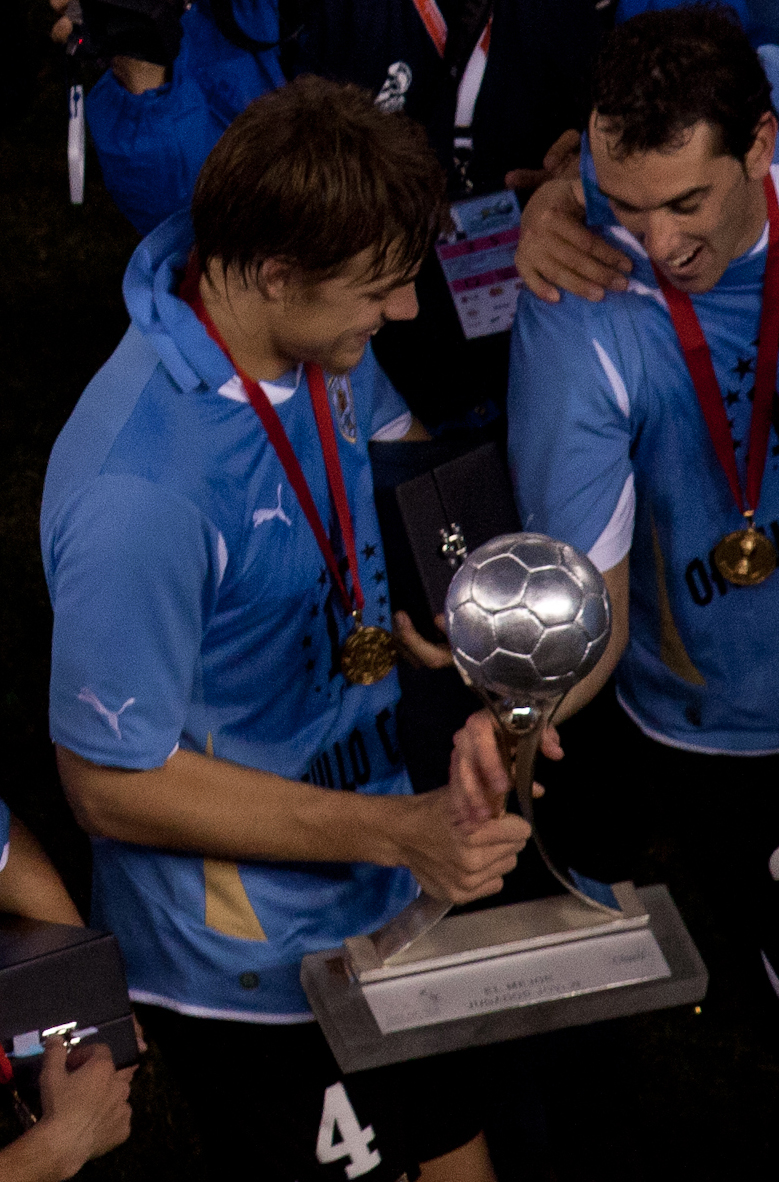
Coates with the Best Young Player of the Copa América award in 2011.

### Club
Nacional
- Primera División Uruguaya (2): 2009, 2011

Liverpool
- Football League Cup (1): 2011–12

### International
Uruguay
- Copa América (1): 2011

### Individual
- „Cel mai bun tânăr jucător” de la Copa América 2011